# Passeurs d'or
Pour plus de détails, voir Fiche technique et Distribution.
Passeurs d'or est un film franco-belge réalisé par Émile-Georges De Meyst et sorti en 1948.

## Synopsis
Une bande de trafiquants cherche à s'infiltrer parmi des passeurs à la frontière franco-belge. Josée, une fille superbe, est la maîtresse de Gueule en or, un des contrebandiers.

## Fiche technique
- Réalisation : Émile-Georges De Meyst
- Scénario : Marcel Roy
- Adaptation et dialogues: Pierre Gaspard-Huit[1]
- Société de production : Centre belge de Production CBP
- Directeur de production : Marcel Jauniaux
- Distribution : Pathé Consortium Cinéma
- Photographie : Maurice Delattre
- Chef décorateur : Achille Maertens
- Musique : Robert Pottier
- Image : Maurice Delattre
- Montage : Jef Bruyninckx
- Genre : aventures
- Durée : 80 minutes
- Date de sortie : 6 octobre 1948
- Affiche : Guy-Gérard Noël (France)

## Distribution
- Ginette Leclerc : Josée
- Alfred Adam : Gueule-en-or
- Pierre Larquey : le père Maes
- André Le Gall : Jean Mareuil
- Raymond Cordy : Roussel
- Réginald : Claes
- Georges Jamin : Garcia
- Charles Gontier : Santucci
- Jos Gevers : Grand Duc